# Чернозуб, Иван Иванович
Иван Иванович Чернозуб (1915—1989) — советский судостроитель, Герой Социалистического Труда (1966).

## Биография
Родился в городе Николаеве Херсонской губернии Российской империи в семье рабочего. Украинец.
В 1931 году поступил в школу ФЗУ при николаевском судостроительном заводе имени А. Марти, после окончания которой принят на завод слесарем-монтажником (с декабря 1936 года — завод № 198 имени А. Марти). В 1941 году переведен на завод № 201 наркомата судостроительной промышленности (г. Севастополь).
С началом Великой Отечественной войны завод был эвакуирован в города Туапсе и Поти. Работая слесарем 5-го разряда цеха № 4 завода № 201, был квалифицированным специалистом по ремонту трюмної части подводных лодок. Особенно отличился во время восстановительного монтажа подводных лодок М-30, М-114, М-115, М-116, прибывшие с Тихоокеанского флота.
В 1946 году вернулся в Николаев. До выхода на пенсию возглавлял бригаду слесарей-монтажников завода № 444 (с 1956 года — Николаевский судостроительный завод имени И. И. Носенко, с 1968 года — Черноморский судостроительный завод). Бригада под его руководством выполняла работы по монтажу сложных специальных устройств и трюмное оборудование.

## Награды
Указом Президиума Верховного Совета СССР от 25 июля 1966 года за выдающиеся заслуги в выполнении плана 1959—1965 годов и создание новой техники, Чорнозубу Ивану Ивановичу присвоено звание Героя Социалистического труда с вручением ордена Ленина и медали «Серп и Молот» (№ 11820).
Награждён двумя орденами Ленина (24.09.1954, 25.07.1966), орденами Отечественной войны 2-й степени (09.11.1944), Трудового Красного Знамени (02.10.1950), «Знак Почета» (26.04.1971) и медалями.
Почетный гражданин города Николаева.